# Colias arida
Colias arida är en fjärilsart som beskrevs av Alphéraky 1889. Colias arida ingår i släktet Colias och familjen vitfjärilar. Inga underarter finns listade i Catalogue of Life.